# Dalbergkuhle
Die Dalbergkuhle, teils auch als Dalberger Kuhle bezeichnet, ist ein See im Landkreis Nordwestmecklenburg im Gebiet der Gemeinde Mühlen Eichsen. Namensgebend ist der am Ostufer des Gewässers gelegene Ort Dalberg, der zur Gemeinde Dalberg-Wendelstorf gehört. Die Gemeindegrenze verläuft am östlichen Ufer des Sees.
Die Dalbergkuhle wird durch die aus dem Cramoner See kommende Stepenitz gespeist, die im Süden einmündet und das Gewässer im Norden in Richtung Wendelstorfer See verlässt. Die Dalbergkuhle besitzt eine Fläche von 4,4 Hektar bei einer maximalen Ausdehnung von Nord nach Süd von etwa 355 Metern und einer Breite von etwa 155 Metern. Der See liegt in einer sich von Süden nach Norden erstreckenden Rinne. Das Gelände steigt nach Westen und Osten von 43,1 Meter, der Höhe des Wasserspiegels, auf über 60 über dem Meeresspiegel an.
Die Hauptfischarten im Gewässer sind: Aal, Blei, Barsch, Hecht, Karpfen, Plötze, Schlei und Weißfische.